# كريستيان وود
كريستيان وود (بالإنجليزية: Christian Wood)‏ مواليد 28 سبتمبر 1995 في لونغ بيتش، هو لاعب كرة سلة محترف أمريكي بدأ مسيرته الاحترافية في سنة 2015 يلعب مع فريق هيوستن روكيتس في الرابطة الوطنية لكرة السلة ويحمل الرقم 35. يبلغ طوله 6 قدم 10 بوصة (2.1 م).

## إحصائيات المسيرة

### الموسم الاعتيادي
| السنة   | الفريق                 | لعب | بدأ | دقيقة | ميداني% | ثلاثية | حرة  | ارتداد | صنع | استلاب | تصدي | نقطة |
| ------- | ---------------------- | --- | --- | ----- | ------- | ------ | ---- | ------ | --- | ------ | ---- | ---- |
| 2015–16 | فيلادلفيا سفنتي سيكسرز | 17  | 0   | 8.5   | .415    | .364   | .619 | 2.2    | .2  | .3     | .4   | 3.6  |
| المسيرة |                        | 17  | 0   | 8.5   | .415    | .364   | .619 | 2.2    | .2  | .3     | .4   | 3.6  |

## روابط خارجية
- كريستيان وود على موقع إن بي أي (الإنجليزية)
- كريستيان وود على موقع سبورتس رفرنس (الإنجليزية)
- كريستيان وود على موقع كرة السلة الأوروبية.كوم (الإنجليزية)
- كريستيان وود على موقع إي إس بي إن.كوم (الإنجليزية)
- كريستيان وود على موقع كلية كرة السلة في سبورتس رفرنس.كوم (الإنجليزية)
- كريستيان وود على موقع ريلجم (الإنجليزية)
- كريستيان وود على موقع بروبوليرز (الإنجليزية)
- كريستيان وود على موقع سبورتس رفرنس (الإنجليزية)